# Mas del Llunes
El Mas del Llunes és una masia de Reus (Baix Camp) situada al Burgar, al camí d'Aixemoreres, a l'est de la carretera de la Selva, a la vora esquerra de la riera de la Quadra, des d'on s'hi accedeix.

## Descripció
El mas té un volum important i està construït sobre la base d'una planta quadrada, amb annexos laterals. Té tres plantes d'alçada i està coberta amb un terrat a la catalana i badalot o sortida d'escala amb forma capriciosa de campanaret. El cos lateral de la dreta, és un afegit de dues plantes, acabat amb una coberta de prefabricat a dues aigües, mentre que el cos de l'altre costat és d'una sola planta, amb la coberta formant terrat. Les façanes s'ordenen a partir d'eixos verticals de composició. Cal indicar que la tercera planta, més ornamentada, és possible que fos un afegit d'època posterior. L'estat actual del mas, és molt deficient. La resta d'elements estan en estat ruïnós o bé ja no existeixen.